# Фритценс
Фритценс (нім. Fritzens) —  громада округу Інсбрук-Ланд у землі Тіроль, Австрія.
Фритценс лежить на висоті  591 м над рівнем моря і займає площу  6,1 км². Громада налічує 2041 мешканців. 
Густота населення 335 ос/км².  
|                                   |
| Фритценс на мапі округу та землі. |

 Адреса управління громади: Bergstraße 2, 6122 Fritzens. 

## Демографія
Історична динаміка населення міста за даними сайту Statistik Austria

## Виноски
1. ↑  Dauersiedlungsraum der Gemeinden Politischen Bezirke und Bundesländer - Gebietsstand 1.1.2018 — Статистичне управління Австрії.
2. ↑  https://www.statistik.at/blickgem/blick1/g70309.pdf
3. ↑  www.fritzens.tirol.gv.at. Архів оригіналу за 4 квітня 2022. Процитовано 5 квітня 2022.
4. ↑  Gemeindedaten von Fritzens. Архів оригіналу за 29 вересня 2007. Процитовано 18 липня 2013.

| Австрія | Це незавершена стаття з географії Австрії. Ви можете допомогти проєкту, виправивши або дописавши її. |